# مؤتمر وزاري

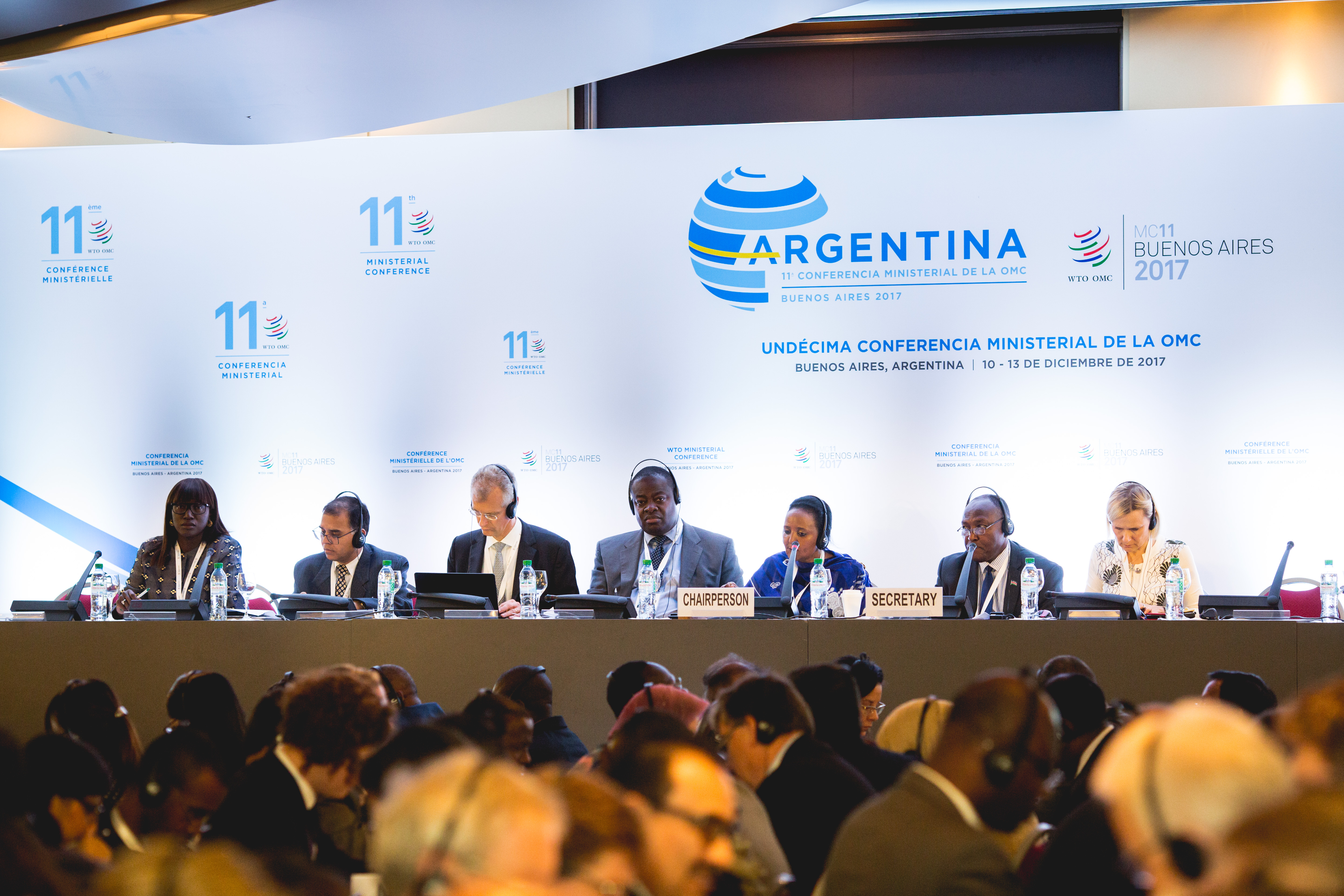
الاجتماع الزراعي المنعقد في 13 ديسمبر 2017

المؤتمر الوزاري هو الهيئة العليا لاتخاذ القرارات في منظمة التجارة العالمية (WTO). وقد عقد تسعة مؤتمرات منذ 1996 وحتى 2013، وعادة ما يعقد كل عامين.

## مؤتمرات وزارية
| #          | التاريخ                   | المدينة المضيفة         |
| ---------- | ------------------------- | ----------------------- |
| الأول      | 9–13 ديسمبر 1996          | سنغافورة                |
| الثاني     | 18–20 مايو 1998           | جنيف، سويسرا            |
| الثالث     | 30 نوفمبر – 3 ديسمبر 1999 | سياتل، الولايات المتحدة |
| الرابع     | 9–14 نوفمبر 2001          | الدوحة، قطر             |
| الخامس     | 10–14 سبتمبر 2003         | كانكون، المكسيك         |
| السادس     | 13–18 ديسمبر 2005         | هونغ كونغ               |
| السابع     | 30 نوفمبر – 2 ديسمبر 2009 | جنيف، سويسرا            |
| الثامن     | 15–17 ديسمبر 2011         | جنيف، سويسرا            |
| التاسع     | 3–6 ديسمبر 2013           | بالي                    |
| العاشر     | 15–18 ديسمبر 2015         | نيروبي، كينيا           |
| الحادي عشر | 11–13 ديسمبر 2017         | بوينس آيرس، الأرجنتين   |
| الثاني عشر | 29 نوفمبر – 3 ديسمبر 2021 | جنيف، سويسرا            |

### المؤتمر الوزاري الثاني
أقيم بجنيف في سويسرا.

### المؤتمر الوزاري الثالث
المؤتمر الثالث بسياتل، الولايات المتحدة.

### المؤتمر الوزاري الرابع
أقيم بالدوحة في الخليج العربي بقطر.

### المؤتمر الوزاري الخامس
المؤتمر الوزاري الذي أقيم بكانكون، المكسيك.

### المؤتمر الوزاري السادس
المؤتمر الوزاري السادس الذي أقيم بهونغ كونغ من 13 ديسمبر – 18 ديسمبر 2005.

### المؤتمر الوزاري السابع
أقيم 30 نوفمبر– 2 ديسمبر 2009 بجنيف، سويسرا.

### المؤتمر الوزاري الثامن
أقيم 15–17 ديسمبر 2011 بجنيف، سويسرا.

### المؤتمر الوزاري التاسع
أقيم 3–6 ديسمبر 2013 في بالي، إندونيسيا.

### المؤتمر الوزاري العاشر
أقيم 15-18 ديسمبر 2015 بنيروبي، كينيا.

### المؤتمر الوزاري الحادي عشر
أقيم 11-13 ديسمبر 2017 ببوينس آيرس، الأرجنتين.

### المؤتمر الوزاري الثاني عشر
سيقام  29 نوفمبر - 3 ديسمبر 2021 بجنيف، سويسرا .

### المؤتمر الوزاري الثالث عشر
وقد وردت مقترحان لاستضافة المؤتمر الوزاري الثالث عشر من الكاميرون ومن الإمارات العربية المتحدة. وستقام الدورة الحالية من المؤتمر في أبوظبي بالإمارات العربية المتحدة خلال الفترة من 26 إلى 29 فبراير 2024، برئاسة معالي ثاني بن أحمد الزيودي وزير الدولة للتجارة الخارجية بدولة الإمارات العربية المتحدة.
أثارت منظمات المجتمع المدني في مؤتمر أبو ظبي مخاوف بسبب القيود المفروضة على مشاركتها. كما زعموا أن بعض أعضائهم اعتقلوا خلال المؤتمر. في 26 فبراير 2024، تم تقديم شكوى إلى نجوزي أوكونجو إيويالا من قبل شبكة من منظمات المجتمع المدني، عالمنا ليس للبيع (OWINFS)، بشأن "الاحتجاز ومصادرة المواد والقيود الصارمة على ممارسة الضغط من قبل المجتمع المدني". " مجموعات. التقت نجوزي أوكونجو إيويالا بممثلي المجتمع المدني والرئيس المضيف لتحديد الحلول. ولم يكشف الناشطون الأربعة الذين تم اعتقالهم في مؤتمر منظمة التجارة العالمية عن أسمائهم خوفًا من تداعيات ذلك من قبل السلطات.

## جولة الدوحة
| جنيف     | أبريل 1947  | 7 شهور | 23  | التعريفات | توقيع اتفاقية الجات، 45000 امتيازات جمركية، وأثرت على 10000000000 دولار من التجارة |
| آنسي     | أبريل1949   | 5 شهور | 13  | لتعريفات | تبادلت البلدان حوالي 5000 امتياز جمركي |
| توركي    | سبتمبر 1950 | 8 شهر  | 38  | التعريفات | تبادلت البلدان حوالي 8700 امتياز جمركي، وقطع مستويات تعريفة 1948 بنسبة 25٪ |
| جنيف II  | يناير 1956  | 5 شهور | 26  | الرسوم الجمركية، وقبول اليابان | 2.5 مليار دولار في خفض الرسوم الجمركية |
| ديلون    | سبتمبر 1960 | 11 شهر | 26  | التعريفات | امتيازات جمركية بقيمة 4.9 مليار دولار من التجارة العالمية |
| كينيدي   | مايو 1964   | 37 شهر | 62  | التعريفات، مكافحة الإغراق | امتيازات جمركية بقيمة 40 مليار دولار من التجارة العالمية |
| طوكيو    | سبتمبر 1973 | 74 شهر | 102 | الرسوم الجمركية والتدابير غير الجمركية واتفاقيات "الإطار"                                                                                              | تخفيضات جمركية تبلغ قيمتها أكثر من 300 مليار دولار |
| أوروغواي | سبتمبر 1986 | 87 شهر | 123 | الرسوم الجمركية والتدابير غير الجمركية والقواعد والخدمات والملكية الفكرية وتسوية المنازعات، والمنسوجات، والزراعة، وإنشاء منظمة التجارة العالمية وغيرها | أدت الجولة إلى إنشاء منظمة التجارة العالمية، ومددت مجموعة من المفاوضات التجارية، مما أدى إلى تخفيضات كبيرة في التعريفات (حوالي 40٪) والإعانات الزراعية، اتفاقاً للسماح بالوصول الكامل للمنسوجات والملابس من البلدان النامية، وامتداداً لحقوق الملكية الفكرية. |
| الدوحة   | نوفمبر 2001 | ?      | 159 | الرسوم الجمركية والتدابير غير الجمركية، والزراعة، ومعايير العمل والبيئة، والمنافسة، والاستثمار، والشفافية، وبراءات الاختراع وغيرها                     | لم تختتم الجولة حتى الآن. صفقة بالي تم توقيعها في السابع من ديسمبر 2013. |